# Blaž Ovijač
Blaž Ovijač (tudi Blaž Ovijazh), slovenski pravnik in politik, * okoli 1790, Cerklje na Gorenjskem, † 4. oktober 1859, Ljubljana.

## Življenje in delo
Po končani gimnaziji v Ljubljani je študiral na Dunaju in 13. januarja 1818 doktoriral iz prava. Kot finančni in upravni uradnik je do 1824 služboval v Postojni, do 1827 je bil sodni uradnik pri zemljiškem gospodu v Škofji Loki nato komisar v Idriji. Leta 1832 je v Ljubljani odprl odvetniško pisarno. Tu se je hitro uveljavil, postal član Kranjske kmetijske družbe in Muzejskega društva za Kranjsko. V volilnem okraju Logatec je bil 1849 izvoljen v dunajski parlament. V parlamentu, kjer je zastopal konservativna stališča, je bil član odseka za izdelavo občinskega zakonika.